# Mārtiņš Lācis
Mārtiņš Lācis, Martyn Łacys, właśc. Jānis Sudrabs (ur. 16 grudnia 1888 w osadzie Ragaiņi w guberni inflanckiej, zm. 20 marca 1938 w miejscu egzekucji Butowo) – łotewski działacz komunistyczny w Imperium Rosyjskim, wysoki funkcjonariusz Czeki, sowiecki urzędnik państwowy na różnych stanowiskach.

## Życiorys
Od 1905 w SDPRR(b), 1908-1910 pomocnik nauczyciela w szkole wiejskiej, 1912-1915 słuchacz Moskiewskiego Miejskiego Uniwersytetu Ludowego im. A. Szaniawskiego, w sierpniu 1915 aresztowany i zesłany w trybie administracyjnym do guberni irkuckiej, skąd w 1916 zbiegł i w 1917 wstąpił do Czerwonej Gwardii.
Od listopada 1917 członek Komitetu Wojskowo-Rewolucyjnego w Piotrogrodzie, od 15 listopada 1917 członek Kolegium NKWD Rosyjskiej Republiki Radzieckiej/Rosyjskiej FSRR, od 20 maja 1918 członek Kolegium Czeki przy Radzie Komisarzy Ludowych, od maja do lipca 1918 kierownik Wydziału do Walki z Kontrrewolucją Czeki przy Radzie Komisarzy Ludowych Rosyjskiej FSRR. Bliski współpracownik Dzierżyńskiego, wyróżniał się gorliwością w zwalczaniu "kontrrewolucjonistów", "reakcjonistów", "obszarników" i wszelkich innych przeciwników władzy bolszewickiej; podczas "czerwonego terroru" stwierdzał, że o losach masowo branych zakładników i więźniów miało rozstrzygać tylko to, "do jakiej klasy należą, jakie jest ich pochodzenie, wykształcenie, zawód". W lipcu 1918 kierował tłumieniem powstania lewicowych eserowców w Moskwie. Od lipca do listopada 1918 przewodniczący Czeki, Trybunału Wojskowego i członek Rewolucyjnej Rady Wojskowej Frontu Wschodniego, od 2 kwietnia do 16 sierpnia 1919 przewodniczący Wszechukraińskiej Czeki przy Radzie Komisarzy Ludowych Ukraińskiej SRR, w sierpniu-wrześniu 1919 przewodniczący kijowskiej gubernialnej Czeki, od 17 września 1919 do września 1920 szef Tajnego Wydziału Operacyjnego Czeki przy Radzie Komisarzy Ludowych Ukraińskiej SRR, 1922-1923 zastępca przewodniczącego Głównego Zarządu Przemysłu Górniczego. Od 1923 członek Kolegium Ludowego Komisariatu Rolnictwa ZSRR, przewodniczący Rady Moskiewskiego Banku Rolniczego, szef Leningradzkiego Wydawnictwa Państwowego, od 1928 instruktor odpowiedzialny KC WKP(b), zastępca kierownika Wydziału Pracy na Wsi KC WKP(b), 1932-1937 rektor Moskiewskiego Instytutu Gospodarki Narodowej im. Plechanowa.
Odznaczony Orderem Czerwonego Sztandaru i Orderem Czerwonego Sztandaru Pracy. 
W okresie "wielkiej czystki" 29 listopada 1937 aresztowany przez NKWD, 11 lutego 1938 skazany na śmierć  przez trójkę NKWD z zarzutu o udział w centrum faszystowskiej nacjonalistycznej organizacji łotewskiej przy towarzystwie "Prometeusz:" . Stracony 20 marca 1938 w miejscu egzekucji na poligonie NKWD Butowo pod Moskwą i tam pochowany anonimowo. 
Zrehabilitowany 2 czerwca 1956.